# Bill DeMott
William Charles "Bill" DeMott II (Titusville, 10 de novembro de 1966) é um lutador aposentado e produtor de wrestling profissional estadunidense, conhecido por sua passagem na WWE como treinador-chefe do NXT. Ele é mais conhecido por suas aparições na World Championship Wrestling (WCW) e World Wrestling Entertainment (WWE) como Hugh Morrus e Bill DeMott respectivamente, e como Crash The Terminator na Extreme Championship Wrestling (ECW) e Japão.
Enquanto lutava na WCW, DeMott tornou-se Campeão dos Estados Unidos e Campeão Mundial de Duplas. DeMott, mais tarde, tornou-se treinador do WWE Tough Enough, sendo conhecido por seu modo rígido, firme e justo de tratar os treinados.

## Títulos e prêmios
- Americas Wrestling Federation (Porto Rico)
  - AWF Heavyweight Championship (1 vez)

- Heartland Wrestling Association
  - HWA Tag Team Championship (1 vez) - com Raven

- Pennsylvania Championship Wrestling
  - PCW Championship (1 vez)

- Pro Wrestling Illustrated
  - PWI o colocou como 450° dos 500 melhores lutadores durante a PWI 500 de 2003

- Wrestling International New Generations
  - W*ING Championship (1 vez)
  - W*ING Tag Team Championship (1 vez) - com Mr. Pogo

- World Championship Wrestling
  - WCW United States Heavyweight Championship (2 vezes)